# Parafia św. Kolumby w Wilston
Parafia św. Kolumby w Wilston – parafia rzymskokatolicka, należąca do archidiecezji Brisbane.
Przy parafii funkcjonuje katolicka szkoła podstawowa św. Kolumby.